# Dysnymphus
Dysnymphus là một chi bướm đêm thuộc họ Geometridae.

## Các loài
- Dysnymphus monostigma Prout, 1915